# اليوم العالمي للتلفاز
اليوم العالمي للتلفزيون (بالإنجليزية: World Television Day)‏ هو يوم تحتفل به منظمة الامم المتحدة بتاريخ 21 تشرين الثاني/نوفمبر في كل سنة.